# BRA Braathens Regional Airlines

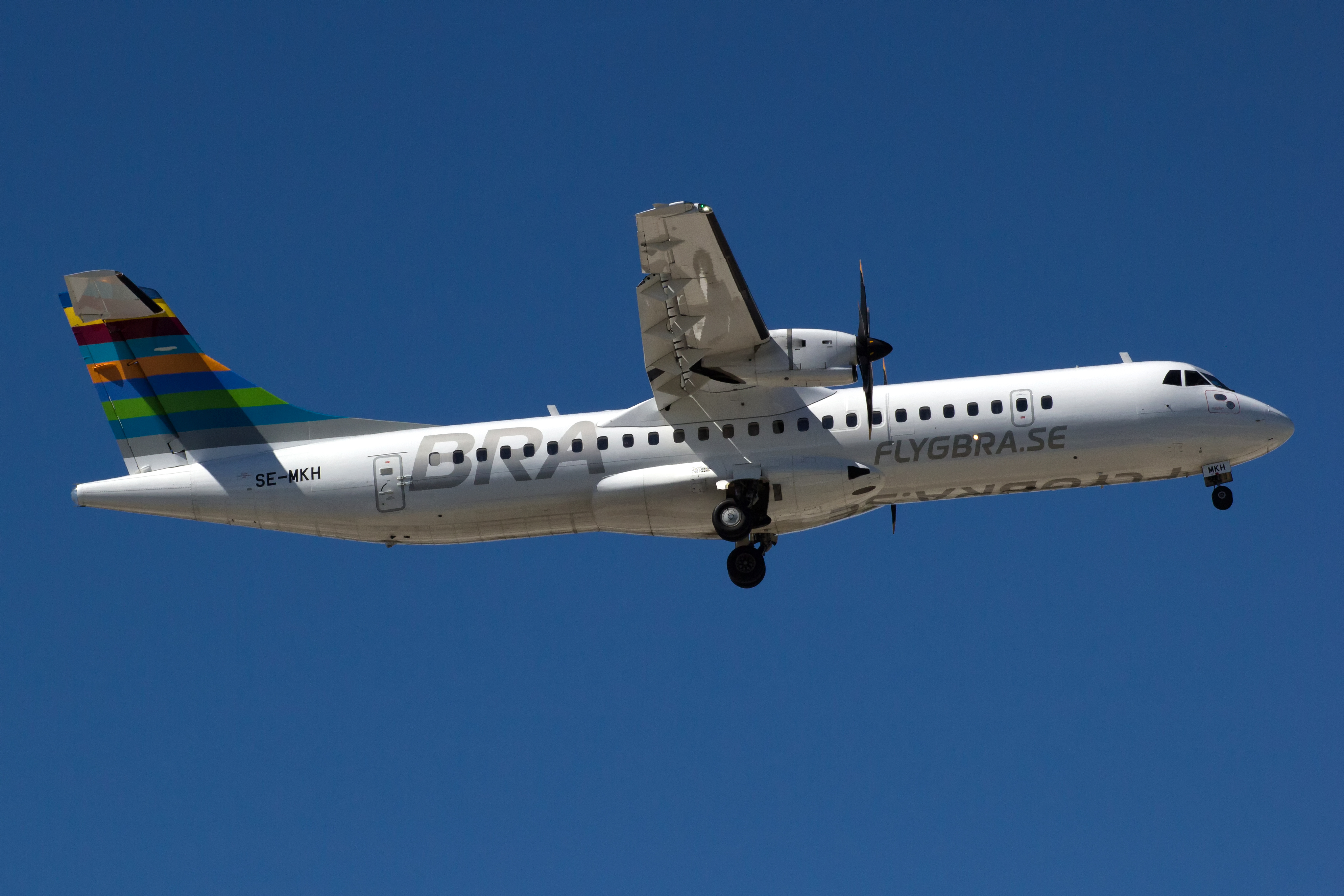
ATR 72-600 компании Braathens Regional Airways

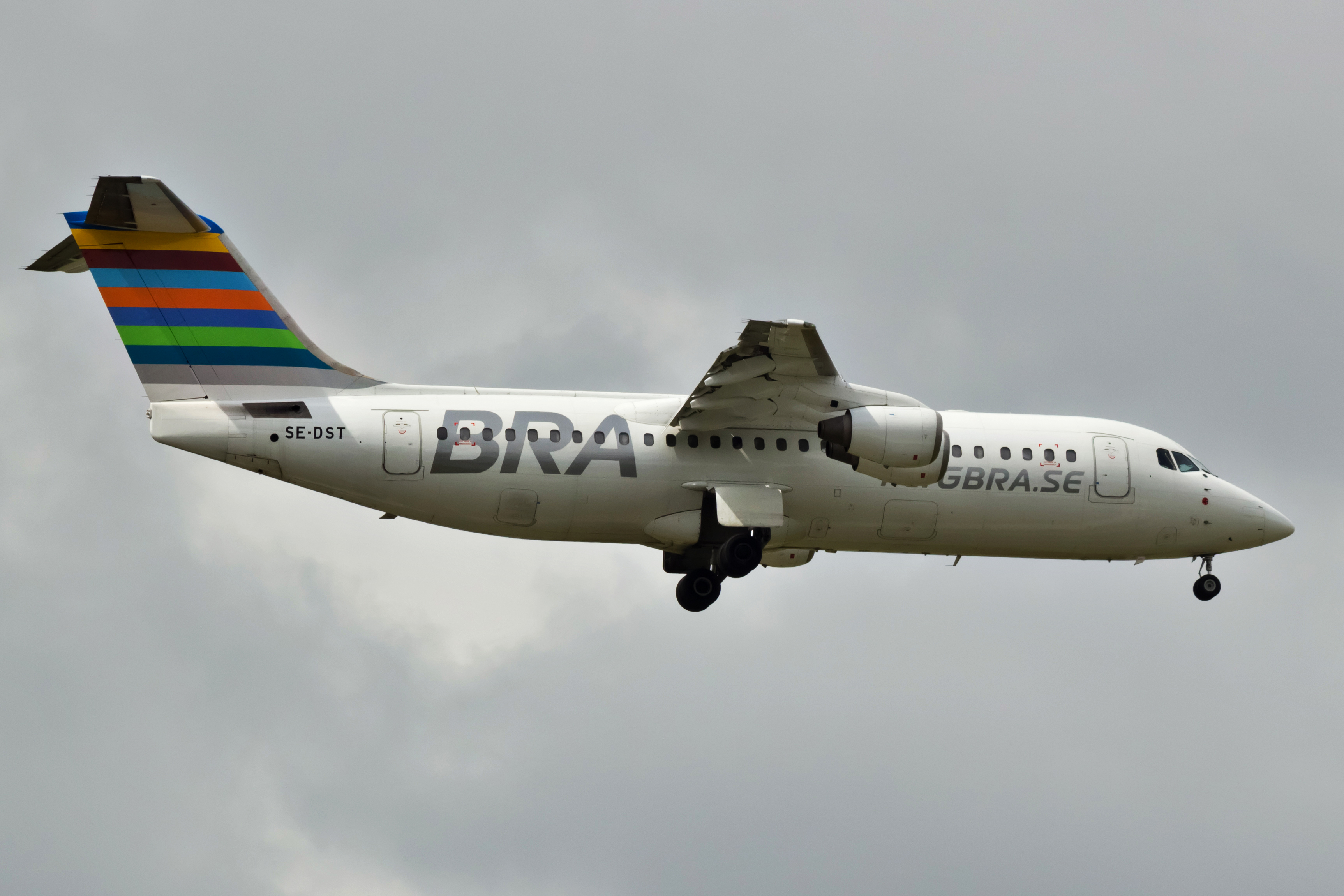
Avro RJ100 компании Braathens Regional Aviation

BRA Braathens Regional Airlines — упразднённая шведская авиакомпания со штаб-квартирой в Стокгольме, принадлежавшая норвежскому холдингу Braganza.
BRA была крупнейшим авиаперевозчиком на внутренних рейсах в Швеции, однако фактически маршруты компании обслуживали её дочерние подразделения Braathens Regional Airways и Braathens Regional Aviation. Портом приписки авиакомпании и её главным транзитным узлом (хабом) являлся аэропорт Стокгольм-Бромма. Торговая марка «BRA» была унаследована от других перевозчиков Malmö Aviation и Sverigeflyg, ранее базировавшихся в Стокгольме.
Авиакомпания прекратила всю операционную деятельность 6 апреля 2020 года.

## История
BRA Braathens Regional Airlines была основана в 2016 года с целью объединения двух шведских авиакомпаний Malmö Aviation и Sverigeflyg, работавших на внутреннем рынке авиаперевозок Швеции, и создания сильного оператора на данном рынке страны.
6 апреля 2020 года BRA остановила полёты в связи с рекомендациями агентства здравоохранения Швеции, связанными с эпидемией коронавирусной инфекции COVID-19, и подала заявление в судебные органы на реструктуризацию корпоративных обязательств. Из 600 сотрудников компании 580 человек попали под увольнение, весь воздушный флот авиакомпании был поставлен на хранение в аэропорту Норидж (Норфолк, Великобритания).

## Маршрутная сеть
В октябре 2019 года маршрутная сеть перевозчика состояла из следующих пунктов назначения и обслуживалась её дочерними авиакомпаниями:
| Страна   | Город        | Аэропорт                                          | Примечания      |
| -------- | ------------ | ------------------------------------------------- | --------------- |
| Франция  | Лион         | Лионский аэропорт имени Сент-Экзюпери             |                 |
| Германия | Берлин       | Аэропорт Тегель имени Отто Лилиенталя             | аэропорт закрыт |
| Латвия   | Рига         | Аэропорт Рига                                     |                 |
| Норвегия | Осло         | Аэропорт Саннефьорд                               |                 |
| Эстония  | Таллин       | Международный аэропорт Таллин имени Леннарта Мери |                 |
| Эстония  | Курессааре   | Аэропорт Курессааре                               | сезонный        |
| Швеция   | Энгельхольм  | Аэропорт Энгельхольм                              |                 |
| Швеция   | Гётеборг     | Аэропорт Гётеборг-Ландветтер                      |                 |
| Швеция   | Хальмстад    | Аэропорт Хальмстад                                |                 |
| Швеция   | Йёнчёпинг    | Аэропорт Йёнчёпинг                                | прекращён       |
| Швеция   | Кальмар      | Аэропорт Кальмар                                  |                 |
| Швеция   | Кристианстад | Аэропорт Кристианстад                             | [ 9 ]           |
| Швеция   | Мальмё       | Аэропорт Мальмё-Стуруп                            |                 |
| Швеция   | Норрчёпинг   | Аэропорт Норрчёпинг                               | сезонный        |
| Швеция   | Эстерсунд    | Аэропорт Эстерсунд                                |                 |
| Швеция   | Роннебю      | Аэропорт Роннебю                                  |                 |
| Швеция   | Даларна      | Скандинавский горный аэропорт                     | сезонный        |
| Швеция   | Стокгольм    | аэропорт Стокгольм-Бромма                         | хаб             |
| Швеция   | Сундсвалль   | Аэропорт Сундсвалль-Тимро                         |                 |
| Швеция   | Тролльхеттан | Аэропорт Тролльхеттан                             |                 |
| Швеция   | Умео         | Аэропорт Умео                                     |                 |
| Швеция   | Висбю        | Аэропорт Висбю                                    |                 |
| Швеция   | Векшё        | Аэропорт Векшё-Крунуберг                          |                 |

## Партнёры
В феврале 2020 года BRA Braathens Regional Airlines имела код-шеринговые соглашения со следующими авиакомпаниями:
- Finnair
- Widerøe

## Воздушный флот
В марте 2020 года парк авиакомпании состоял из следующих воздушных судов:
| Тип самолёта | В эксплуатации | Заказано | Пассажирских мест | Примечания                          |
| ------------ | -------------- | -------- | ----------------- | ----------------------------------- |
| ATR 72-500   | 2              | —        | 72                | Оператор Braathens Regional Airways |
| ATR 72-600   | 12             | 1        | 72                | Оператор Braathens Regional Airways |
| Embraer E190 | 3              | 2        | 100               | Оператор WDL Aviation               |
| Fokker 50    | 3              | —        | 50                | Оператор Amapola Flyg               |
| Всего        | 20             | 3        |                   |                                     |